# 2018年平昌オリンピックのアメリカ合衆国選手団
2018年平昌オリンピックのアメリカ合衆国選手団（2018ねんピョンチャンオリンピックのアメリカがっしゅうこくせんしゅだん）は、2018年2月9日から23日まで大韓民国江原道平昌で開催された第23回オリンピック冬季競技大会のアメリカ合衆国選手団、およびその競技結果。

## メダル
| メダル | 選手名 | 競技                             | 種目                 |
| ------ | --- | -------------------------------- | -------------------- |
| 金     | レドモンド・ジェラード | スノーボード                     | 男子スロープスタイル |
| 金     | ジェイミー・アンダーソン | スノーボード                     | 女子スロープスタイル |
| 金     | クロエ・キム | スノーボード                     | 女子ハーフパイプ     |
| 金     | ショーン・ホワイト | スノーボード                     | 男子ハーフパイプ     |
| 金     | ミカエラ・シフリン | アルペンスキー                   | 女子大回転           |
| 金     | キッカン・ランドール ジェシカ・ディギンズ                                                                                               | クロスカントリースキー           | 女子団体スプリント   |
| 金     | アイスホッケー女子アメリカ合衆国代表 | アイスホッケー                   | 女子                 |
| 金     | デービッド・ワイズ | フリースタイルスキー             | 男子ハーフパイプ     |
| 金     | ジョン・シュースター タイラー・ジョージ マット・ハミルトン ジョン・ランドスタイナー ジョー・ポロ                                        | カーリング                       | 男子                 |
| 銀     | クリス・マズダー | リュージュ                       | 男子1人乗り          |
| 銀     | ジョン＝ヘンリー・クルーガー | ショートトラックスピードスケート | 男子1000m            |
| 銀     | ニック・ゲッパー | フリースタイルスキー             | 男子スロープスタイル |
| 銀     | エラナ・マイヤーズ・テイラー ローレン・ギブス                                                                                           | ボブスレー                       | 女子2人乗り          |
| 銀     | アレックス・フェレーラ | フリースタイルスキー             | 男子ハーフパイプ     |
| 銀     | ミカエラ・シフリン | アルペンスキー                   | 女子アルペン複合     |
| 銀     | ジェイミー・アンダーソン | スノーボード                     | 女子ビッグエア       |
| 銀     | カイル・マック | スノーボード                     | 男子ビッグエア       |
| 銅     | ネイサン・チェン アダム・リッポン ブラディー・テネル 長洲未来 アレクサ・シメカ クリス・クニエリム マイア・シブタニ アレックス・シブタニ | フィギュアスケート               | 団体戦               |
| 銅     | アリエル・ゴールド | スノーボード                     | 女子ハーフパイプ     |
| 銅     | マイア・シブタニ アレックス・シブタニ                                                                                                   | フィギュアスケート               | アイスダンス         |
| 銅     | ブリタ・シガニー | フリースタイルスキー             | 女子ハーフパイプ     |
| 銅     | リンゼイ・ボン | アルペンスキー                   | 女子滑降             |
| 銅     | ヘザー・ベルグスマ ブリタニー・ボウ ミア・マンガネロ カーリーン・ショーテンス                                                           | スピードスケート                 | 女子団体パシュート   |

## スキー

### アルペンスキー
- パトリシア・マンガン

## スケート

### フィギュアスケート
- 男子シングル - 3名
- 女子シングル - 3名
- ペア - 1組
- アイスダンス - 3組

## アイスホッケー
- 男子
- 女子

## カーリング
- 男子
- 女子
- 混合